# Oxalil-fluorid
Az oxalil-fluorid a savfluoridok közé tartozó szerves vegyület, az oxálsav fluorozott származéka. Vizsgálják alkalmazhatóságát a felületek maratására használt, nagy globális felmelegedés potenciállal rendelkező anyagok helyettesítőjeként.

## Fordítás
Ez a szócikk részben vagy egészben  az   Oxalyl fluoride című angol Wikipédia-szócikk ezen változatának fordításán alapul.  Az eredeti cikk szerkesztőit annak laptörténete sorolja fel. Ez a jelzés csupán a megfogalmazás eredetét és a szerzői jogokat jelzi, nem szolgál a cikkben szereplő információk forrásmegjelöléseként.